# Región del Pacífico (Colombia)
La región del Pacífico es una de las seis regiones naturales de Colombia, la cual corresponde en su mayoría al "Chocó biogeográfico". Comprende casi la totalidad del departamento del Chocó, y las zonas costeras de los departamentos del Valle del Cauca, Cauca y Nariño. 
Está ubicada en la franja oeste del país, limitando al norte con Panamá, al noreste con la región Caribe, al este con la cordillera Occidental que la separa de la región andina, al sur con Ecuador y al oeste con el océano Pacífico, de donde toma su nombre. Hace parte del Chocó biogeográfico y está dividida en dos grandes zonas marcadas por el Cabo Corrientes. Las principales ciudades son Buenaventura, Tumaco, Quibdó, Istmina, Barbacoas y Nuquí. En ella se desarrolló la cultura Tumaco-La Tolita.
Es una región con una inmensa riqueza ecológica, hidrográfica, minera y forestal en la cual se encuentran parques nacionales naturales. Es además considerada una de las regiones de mayor biodiversidad y pluviosidad del planeta con precipitaciones del orden de los 4 000 mm/anuales según el Ministerio de Minas y Energía de Colombia. Es también la tierra principal de la cultura afrocolombiana y de numerosas tribus indoamericanas que fueron denominados "chocoes" por los españoles al momento de la Conquista, aunque el término incluye familias lingüísticas de diferente origen. El litoral pone a Colombia de frente al Océano más grande del mundo y con ello un campo de encuentro internacional vital para su desarrollo.

## Departamentos
Los siguientes son los departamentos que tienen territorio en la Región Pacífica:
- Chocó: el único departamento cuyo territorio está 90% dentro de la Región. Al norte tiene una parte en el Golfo de Urabá que lo pone en la Región Caribe (el único departamento colombiano con costas en los dos océanos) y al oriente toca las estribaciones de la Cordillera Occidental.
- Antioquia: municipios de Murindó y Vigía del Fuerte.
- Valle del Cauca: Distrito Especial de Buenaventura.
- Cauca: municipios de Guapi, López de Micay y Timbiquí.
- Nariño: subregiones del Pacífico Sur, Sanquianga y Telembí.

## Subregiones naturales
Las siguientes son las subregiones en las cuales se divide la Región Pacífica de Colombia:
- Serranía del Baudó.
- Serranía del Darién.
- Valle del río Atrato.
- Valle del río San Juan.
- Llanura costera del Pacífico.

### Relieve
Al norte dominan en el territorio serranías de mediana altura, como la serranía del Baudó, la serranía del Darién, y las estribaciones de la cordillera Occidental.

### Hidrografía
La región está recorrida por caudalosos y profundos ríos como el Atrato, el San Juan, el Baudó, el Mira y el Patía. Algunos de ellos constituyen las únicas vías de comunicación en una región mayoritariamente selvática, en esta zona es muy importante destacar que la forma mayoritaria de progreso y supervivencia se basa en los ríos. Es una región con una inmensa riqueza ecológica, hidrográfica, minera y forestal en la cual se encuentran parques nacionales naturales.

## Clima

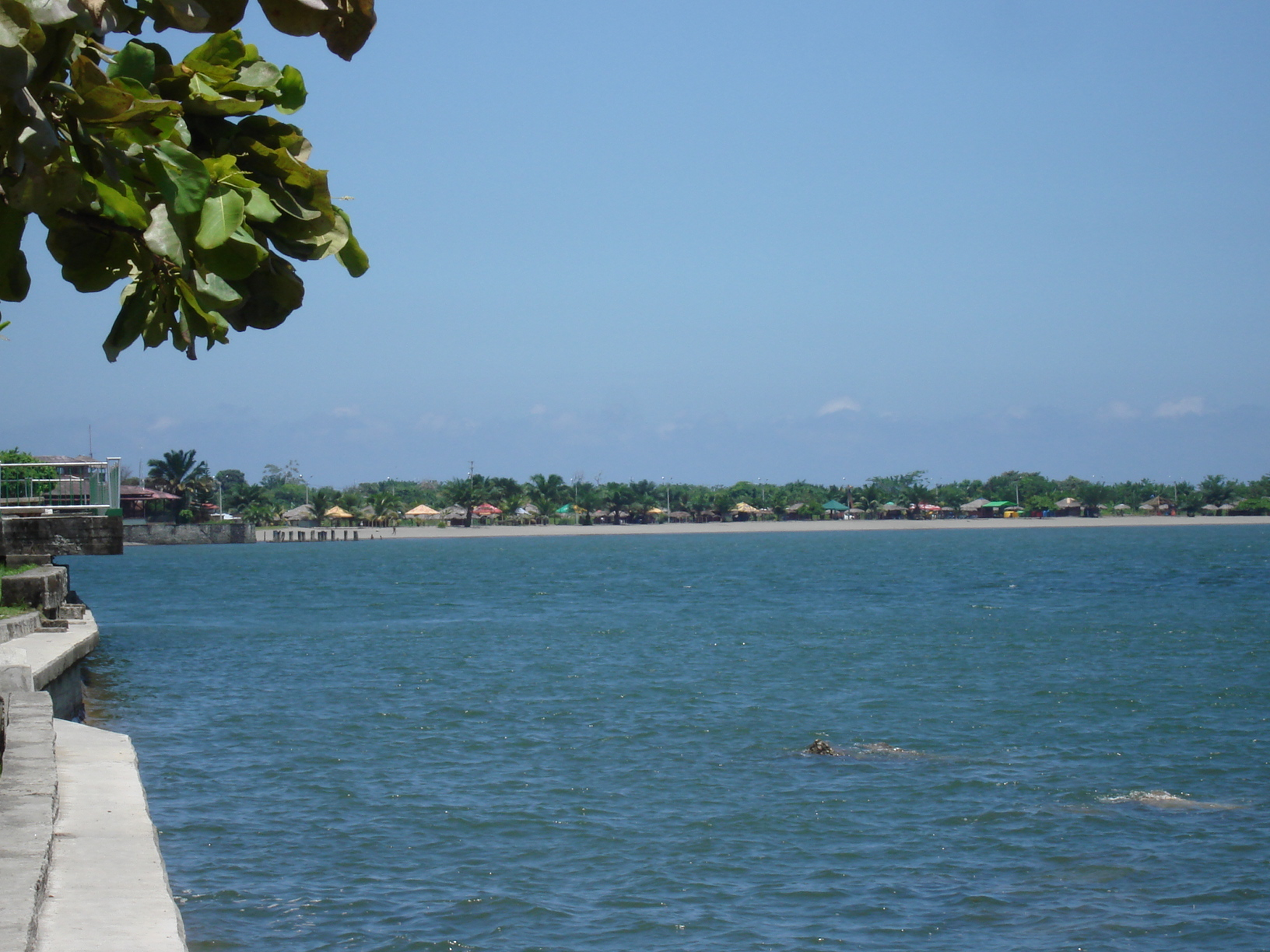
Playa del Bajito en Tumaco.

En toda la región impera el clima tropical húmedo de selva, con temperaturas mayores de 24 grados todo el año. Las lluvias ocurren durante todo el año, sin que se presente una estación seca.
El clima es de los más lluviosos del mundo y su punto más húmedo está en la cuenca del río Naya, cerca a la cabecera municipal de López de Micay. La cual ha registrando 13.000 mm de lluvia por año; en ningún punto de la región es menos de 3.000 mm por año y, en algunos sitios, puede alcanzar hasta 16.000 mm por año. El municipio de Lloró se considera el segundo lugar más lluvioso del planeta.

## Población

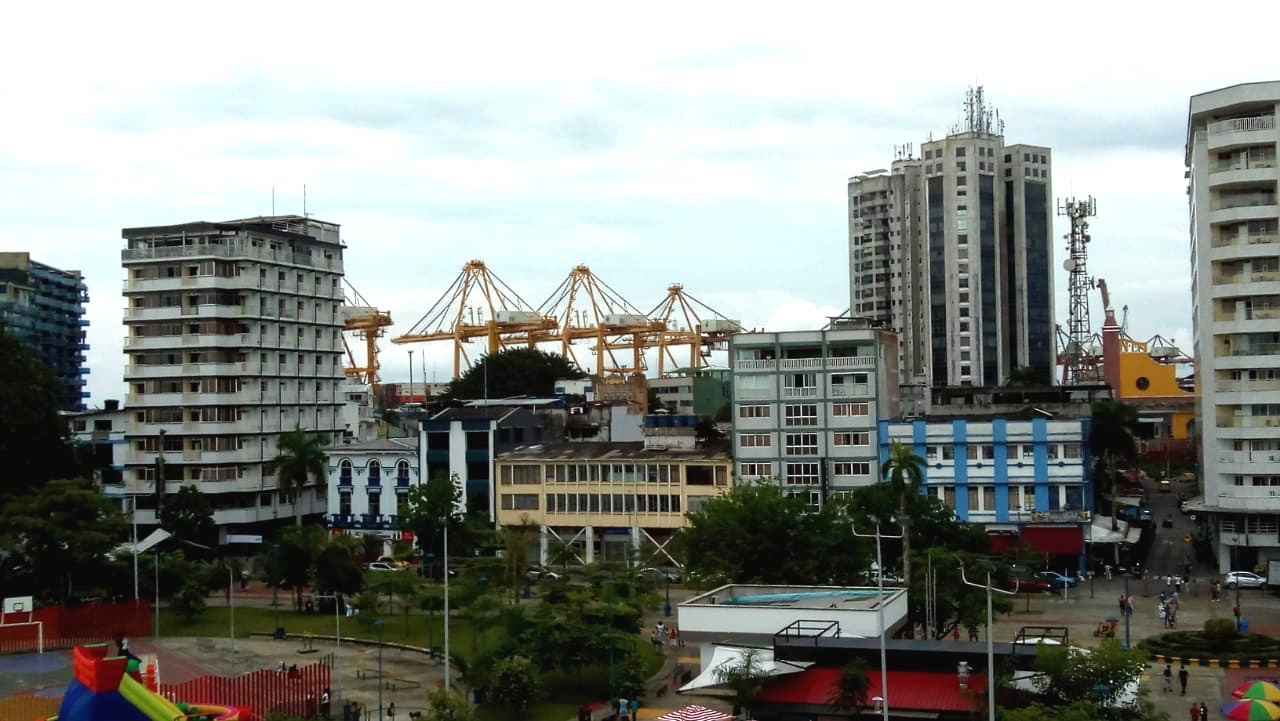
Centro de Buenaventura, la ciudad más poblada de la región del Pacífico.

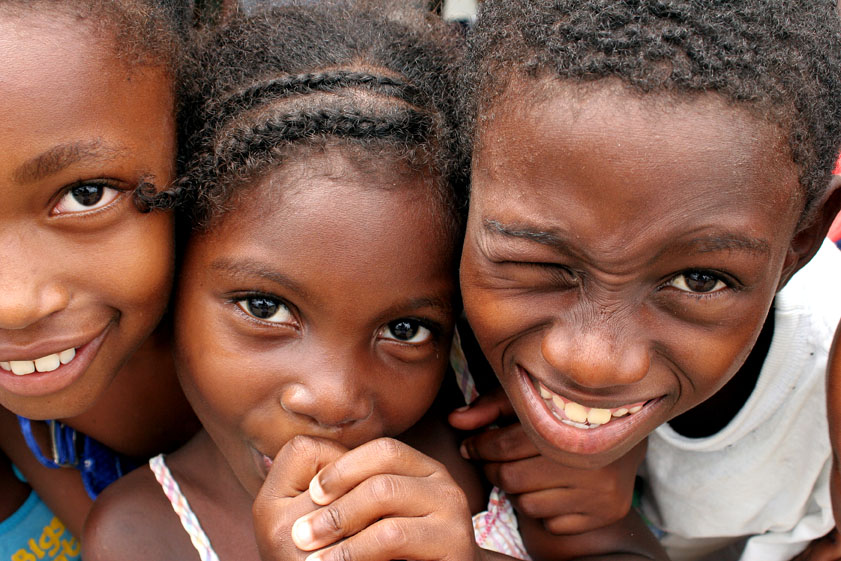
Niños afrocolombianos del Pacífico.

Los habitantes del Pacífico Colombiano son aproximadamente 1 millón de habitantes. En la actualidad, es la única región de Colombia con mayoría absoluta de comunidades afrodescendiente, aproximadamente el 90%.[cita requerida]
La región está bastante deshabitada, debido a sus condiciones climáticas y de salubridad. Su densidad poblacional no pasa de 5 habitantes por km².[cita requerida] Las principales ciudades son en su orden: Buenaventura, uno de los principales puertos marítimos de Colombia y el primero del país sobre el océano Pacífico, Quibdó, capital departamental del Chocó, Tumaco y Guapí. Está poblada mayoritariamente por personas de raza negra y mulatos con minorías de blancos, mestizos e indígenas como los Emberá y los Waunana.
Los primeros africanos que llegaron al Pacífico fueron traídos en calidad de esclavos durante la colonización española; se estima que el 15% de los esclavos que desembarcaban en Cartagena de Indias iban con destino a Popayán y de ahí se vendían a Buenaventura, Timbiquí, Chocó y a otras regiones del área. Tras la abolición de la esclavitud en 1851, como la población africana no provenía de una etnia en particular, lógicamente se desarrolló una nueva identidad cultural,[cita requerida].
Por razones económicas (y dada la cercanía geográfica), los habitantes del Pacífico colombiano han emigrado tradicionalmente a las ciudades y pueblos ubicados en el valle geográfico del Cauca, especialmente a la ciudad de Cali, que se ha convertido en la primera ciudad del país en cuanto al número de afrodescendientes; Buenaventura ocupa el tercer lugar después de Cartagena de Indias.

## Historia

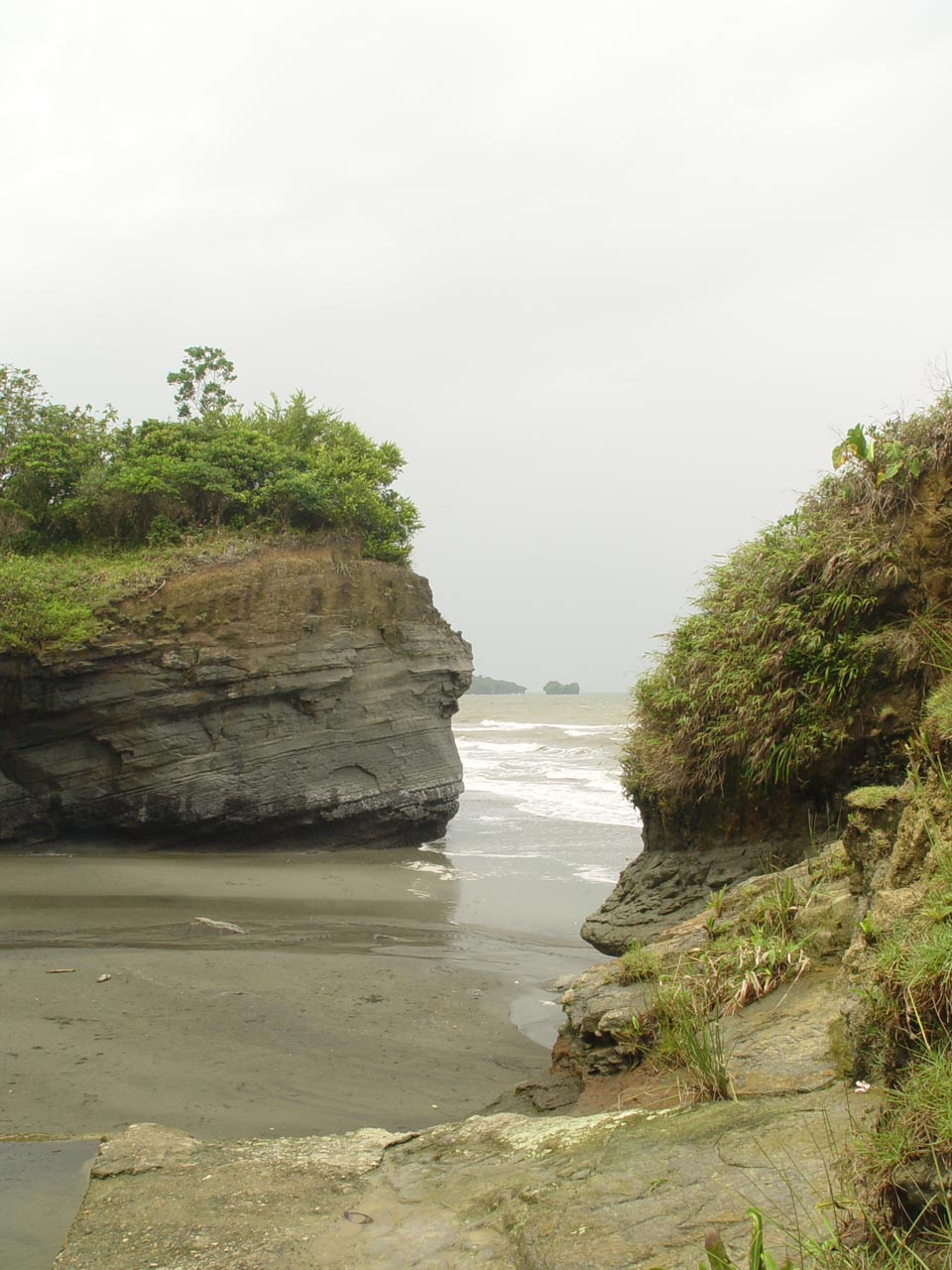
Playa en el Pacífico Colombiano, cerca de Buenaventura

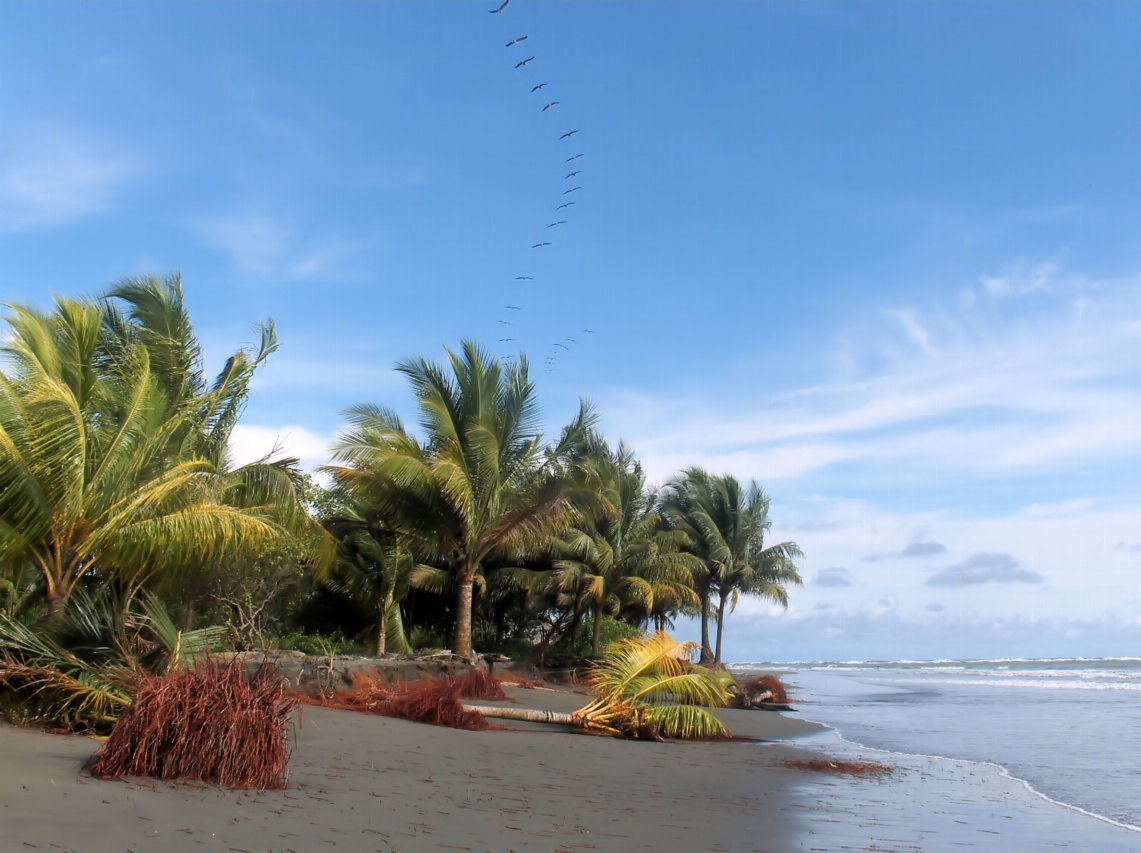
Playa de Ladrilleros, en Buenaventura. Costas sobre el océano Pacífico del Valle del Cauca.

La región no pasó desapercibida para los conquistadores españoles, quienes pronto descubrirían las riquezas minerales de aquellas densas selvas tropicales húmedas. La orfebrería indígena encontrada por los arqueólogos muestra que el mineral siempre fue abundante y utilizado por los pueblos indoamericanos del territorio. Según Ingeominas, la explotación minera es de antigua data. De esta manera, la región llegó a ser una de las principales productoras de oro durante la Colonia Española y en tal dicen los investigadores que "durante el virreinato más de la mitad del oro que salió de estas colonias hacia la metrópoli" era de esta región. Ello explica también la razón por la cual en la actualidad los colombianos que la habitan pertenecen preferiblemente a la raza negra y paradójicamente es una de las regiones menos desarrolladas del país.
Sobre el origen de los grupos indígenas de la Región Pacífica los etnólogos continúan la discusión, ya que la Conquista generalizó a todas las comunidades con el nombre de "chocoes", lo que hoy es admitido como un término que no distinguió las diferentes familias lingüísticas que había a la llegada de los españoles. En el trabajo del etnólogo Mauricio Pardo se menciona que las fuentes descriptivas de los conquistadores se refieren a gentilicios genéricos, por ejemplo, "Emberá" traduce "la gente del lugar". Pero siguiendo las investigaciones de Pardo, las principales familias lingüísticas de la región a la llegada de los españoles eran (y son) los kuna y uaunana asentados en el Bajo Atrato y los emberá en el Alto San Juan. En todo caso para los españoles del siglo XVI Emberá y Uaunana fueron llamados de la misma manera, aunque ambos pueblos vivían enfrentados por dominio territorial, pero de todas formas ambos poseen semejanzas culturales que seguramente resultaron a los conquistadores la principal razón de su generalización, aunque los dos idiomas guardan una diferencia.
En 1501 Rodrigo de Bastidas explora el territorio y Martín Fernández de Enciso hace en 1510 la primera fundación de una ciudad europea en el continente americano: Santa María la Antigua del Darién, abandonada en 1517 después por las mismas disputas entre los conquistadores. El 25 de septiembre de 1513 los europeos descubren el Océano Pacífico y lo llaman Mar del Sur.
Los españoles inician en América uno de los comercios más oscuros de la historia: la esclavitud del pueblo africano, pero el amor por la libertad hace que en 1728 Barule, un esclavo, lidera la más grande insurrección en el Chocó junto a los hermanos Antonio y Mateo Mina.
Fundan el Palenque Tadó en donde es proclamado rey. Lo conforman 120 cimarrones. El 18 de febrero de 1728 tiene lugar la batalla entre el ejército realista y los cimarrones y vencidos estos últimos, Barule y los hermanos Mina son fusilados por el teniente Tres Palacios Mier. En 1795 Agustina, una esclava abusada por el esclavista Miguel Gómez quien quería hacerla abortar, lo denuncia ante el juez Álvarez Pino quien falla en contra de ella.
En respuesta, ella quema varias haciendas de lo que hoy es el municipio de Tadó. El grito de independencia en el Chocó se daría el 2 de febrero de 1813.
La historia republicana hundiría a la región en el olvido y a una cierta marginación del desarrollo del país. Ello no ha evitado que se destaquen figuras de importancia nacional como el poeta, pedagogo y dirigente chocoano Manuel Saturnino Valencia (1867 - 1907), quien murió sentenciado a pena capital por "atentar contra los intereses de los blancos" en la región (fue el último colombiano que recibiera una sentencia capital legal). Otra figura de importancia para el país la constituye el abogado Diego Luis Córdoba (1907 - 1964), que trabajó por la defensa de los derechos humanos y en especial de las comunidades negras, indígenas y campesinas. Así mismo, Amir Smith Córdoba (1947 - 2003), fundador del Centro de Investigaciones para el ''Desarrollo de la Cultura Negra en Colombia''.
En 1990 algunas organizaciones de protección del medio ambiente y de los derechos humanos protestan contra planes estatales de grandes obras de infraestructura como la construcción de un canal interoceánico o una línea férrea que una el Mar Caribe con el Pacífico, dos puertos marítimos sobre el Golfo de Urabá y sobre la Bahía de Cupica, la conexión de la Carretera Panamericana y otras obras. Entre el 20 - 29 de marzo de 2004 por primera vez en la historia 1200 indígenas de los resguardos de Playita, Egoróquera y Unión Baquiaza, del río Opogodó y otros sectores, se ven obligados a huir de su propia tierra a causa de cruentos enfrentamientos entre las agrupaciones terroristas FARC y las AUC. El hecho es sólo una muestra de la difícil situación de orden público que vive el Departamento, con desplazamientos campesinos, masacres y ejecuciones por parte de los grupos violentos. Aunque las AUC se han desmovilizado y las FARC se encuentran en medio de un proceso de paz que ha reducido sus acciones en esta región, las acciones de guerra aún siguen producto de la presencia del ELN y las bandas criminales como Los Rastrojos, que buscan el control de las actividades ilícitas en esta región como narcotráfico, extorsión, minería ilegal, entre otras.

## Cultura

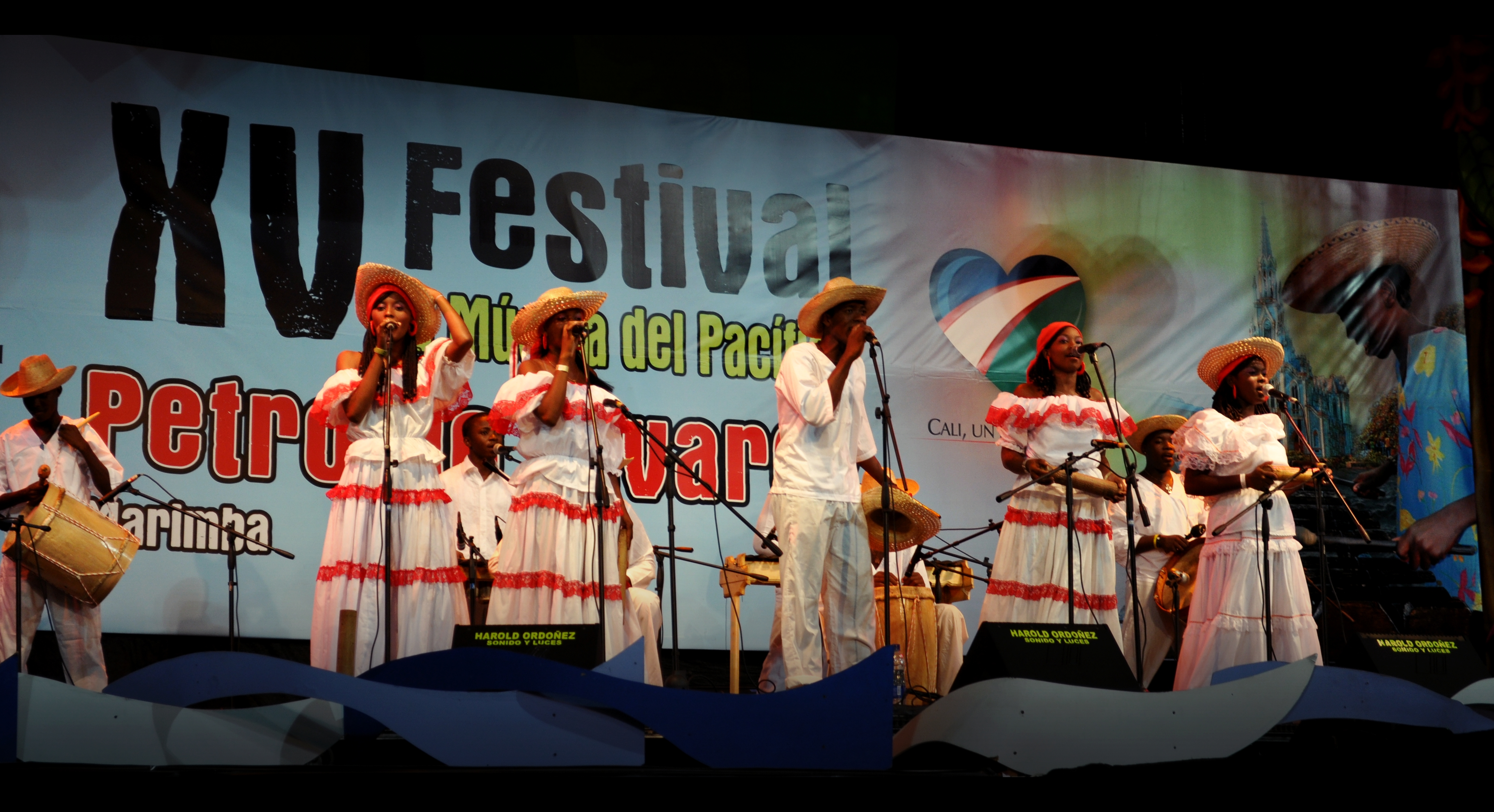
Festival de Música del Pacífico Petronio Álvarez, se lleva a cabo cada año en agosto en la ciudad de Cali.

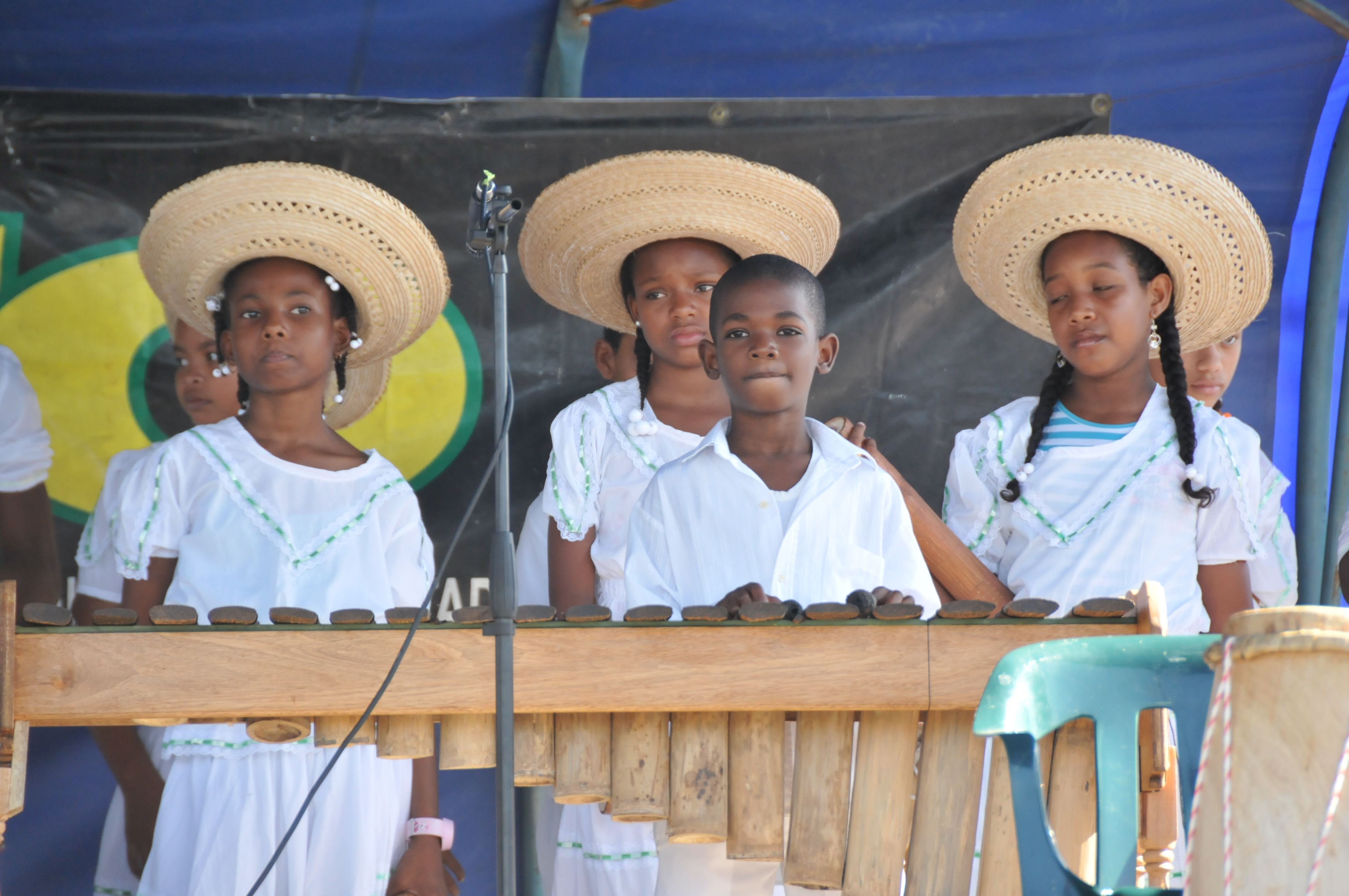
Currulao. Niños tocando la marimba, eje musical del Pacífico Sur.

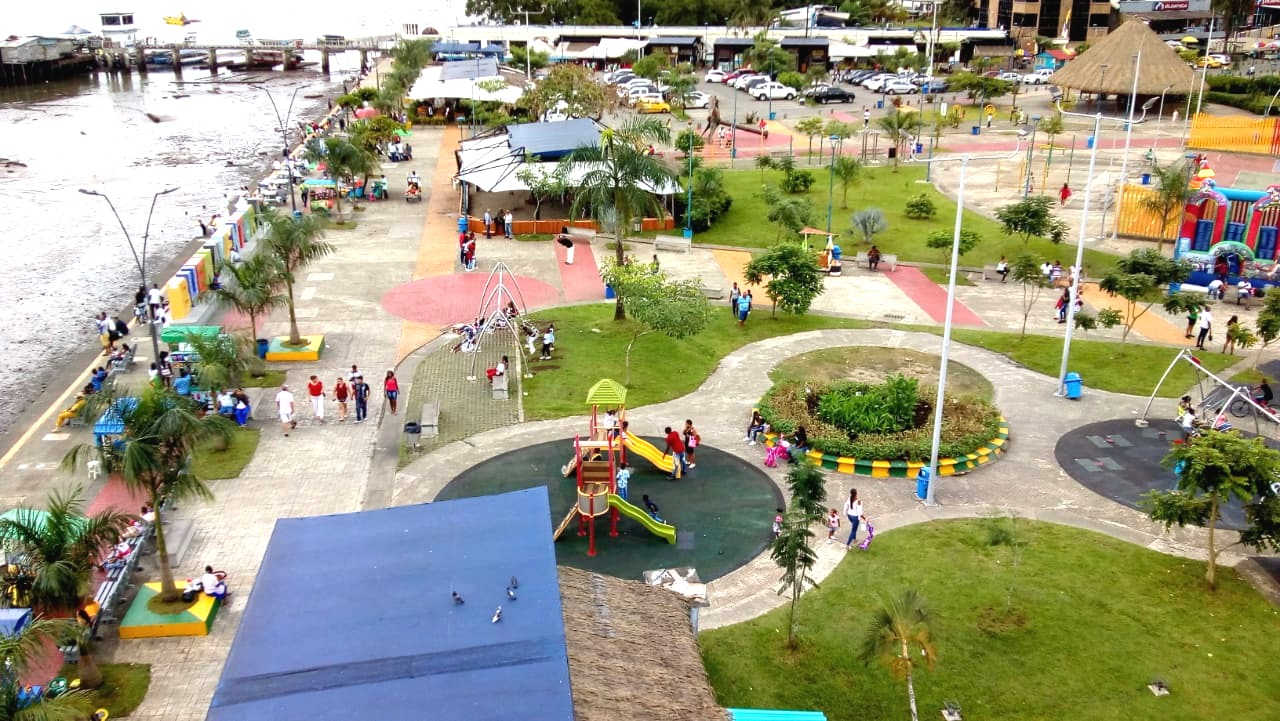
Malecón de Buenaventura.

### Música
Los estudios folclóricos realizados en el Litoral Pacífico nos dejan apreciar las supervivencias afroamericanas, españolas e indígenas, en las danzas y los cantos
- Currulao
- Tamborito.
- Abozao.
- Patacoré.
- El Bereju.
- Juga.
- El Aguabajo.
- La Jota.
- Bunde.

Otros ritmos y cantos populares son: aguacorta, andarele, caderona, polca, mazurca, calipso chocoano, chigualo, caracumbé, agualarga, aguamaleña, andarete, salve, romance, villancico, pregon,  tiguaranda, pangota, pilero, castruera, paloma, margarita, jagua, caramba, gallinazo, guapi, guabaleña y la contradanza chocoana.

### Mitos y leyendas
Entre las leyendas más sobresalientes se encuentran La Tunda, descrita como una mujer monstruo con similitudes con un vampiro que atrae a las personas hacia los bosques y los retiene cautivos allí, La Patasola, que se presenta como una mujer extremadamente hermosa y seductora que a menudo va en búsqueda de una pareja,  El Riviel, La Sirena De La Frontera, entre otros.

### Artesanías
Sobresale en la región la Marimba de Chonta, el cual es el instrumento más reconocido de la región y el instrumento insigne, los sombreros de palma y los objetos hechos con la palmera cocotera.

### Celebraciones
Entre las celebraciones populares más importantes están:
- Las Fiestas de San Pacho en el Chocó, a partir del  12 de septiembre.[8]
- El Festival del Currulao en Tumaco.[9]
- El Carnaval del Fuego en Tumaco.[10]
- La Procesión de la Virgen de Atocha en Barbacoas.[11]
- El Festival folclórico del Litoral Pacífico en Buenaventura.[12]
- Las fiestas de La Purísima en Guapi.[13]

### Gastronomía
Los platos tradicionales de la región del Pacífico los constituyen el bacalao de pescado seco-liso, bocachico con escamas, aguacates rellenos, ceviche de camarones o langostinos, empanadas de pescado, cazuela de mariscos, pescado con lulo chocoano, pescado encurtido, pargo frito en salsa de mostaza, aborrajados de pescado, ensalada de calamar, camarón o langostinos, empanadas de jaiba o camarón, crema de cabezas de langostinos, sopa de lentejas con pescado ahumado, pusandao (sopa) de bagre, pargo o corvina, arroz con calamares en su tinta, calamares rellenos, chaupiza (pescado muy pequeño), frijol tapajeño, huevos de piando, caldo de gazapo, quebrao (sancocho de carne serrana salada en cecina), sopa de almejas, sopa de cangrejo, arroz atollado con jaibas o con almejas, tortuga en carapacho (en jaiba), plumuda con plátano, patacones y el tradicional tapao de pescado, el plato insigne de la región del Pacífico.

## Dialectos y lenguas
Se puede hablar de un solo dialecto en la región, el cual hace parte del español Pacífico. Los rasgos distintivos del español hablado en la región son:
- La /s/ final de sílaba se aspira o elide pero la clase media tiende a evitarlo en el contexto pre-vocálico.
- Como en el Caribe la variante de /x/ ("j") es [h].
- La /n/ final de palabra es velar, a veces se bilabializa.
- Entre las clases bajas hay confusión de líquidas /l/ y /r/, su elisión es poco frecuente.
- En el área del Chocó la /d/ intervocálica se realiza como /r/. En esta misma región la /s/ aspirada y /k/ pueden resultar en oclusión global.

Además del uso del Voseo, para denotar a segunda persona

## Parques nacionales naturales[15]
- Parque nacional natural Gorgona

Parques nacionales naturales del Pacífico colombiano.

- Parque nacional natural Los Katíos
- Parque nacional natural Sanquianga
- Parque nacional natural Uramba Bahía Málaga
- Parque nacional natural Utría
- Santuario de fauna y flora Malpelo
- Distrito nacional de manejo integrado Cabo Manglares, Bajo Mira y Frontera
- Distrito nacional de manejo integrado Juruparí-Malpelo
- Distrito nacional de manejo integrado Colinas y Lomas Submarinas de la Cuenca Pacífico Norte

## Economía
La economía de la región pacífica se basa en la pesca industrial de altura, la maricultura (cultivo de organismos marinos para productos alimenticios), la extracción forestal para los mercados nacionales e internacionales, la minería industrial de oro y platino, la ganadería y la agricultura (principalmente la industrialización de cultivos de palma africana, de banano y plátano).